# Mecanismo de retorno rápido
En ingeniería mecánica un mecanismo de retorno rápido es un mecanismo utilizado en herramientas de maquinado para realizar cortes sobre una pieza. 
Se compone de un sistema de engranajes acoplado a un mecanismo de biela - manivela, en el cual se encuentra la parte que realiza el corte (pistón).
- Datos: Q6008199